# Centro Cultural de Colina
El centro Cultural Colina, también llamado Corporación de Artes y Cultura de Colina, es un centro cultural ubicado en Avenida Concepción de la Comuna de Colina, la cual se encuentra en la ciudad de Santiago, Chile, en el espacio en que antiguamente se ubicó la Iglesia de la Inmaculada Concepción de Colina.

## Historia

### Iglesia de la Inmaculada Concepción de Colina

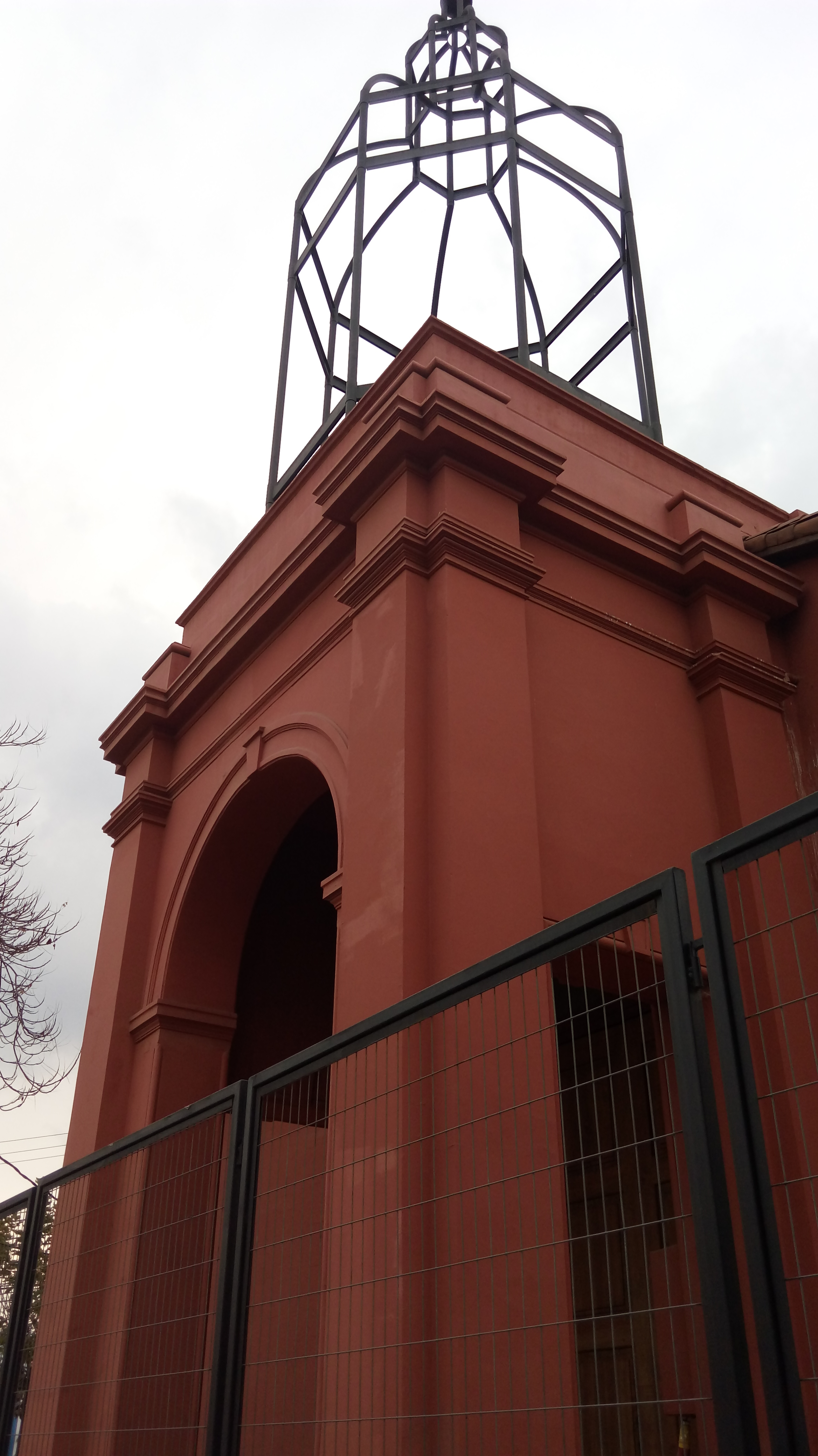
Torre y atrio restaurados de la antigua Iglesia de la Inmaculada Concepción de Colina, actual Centro Cultural.

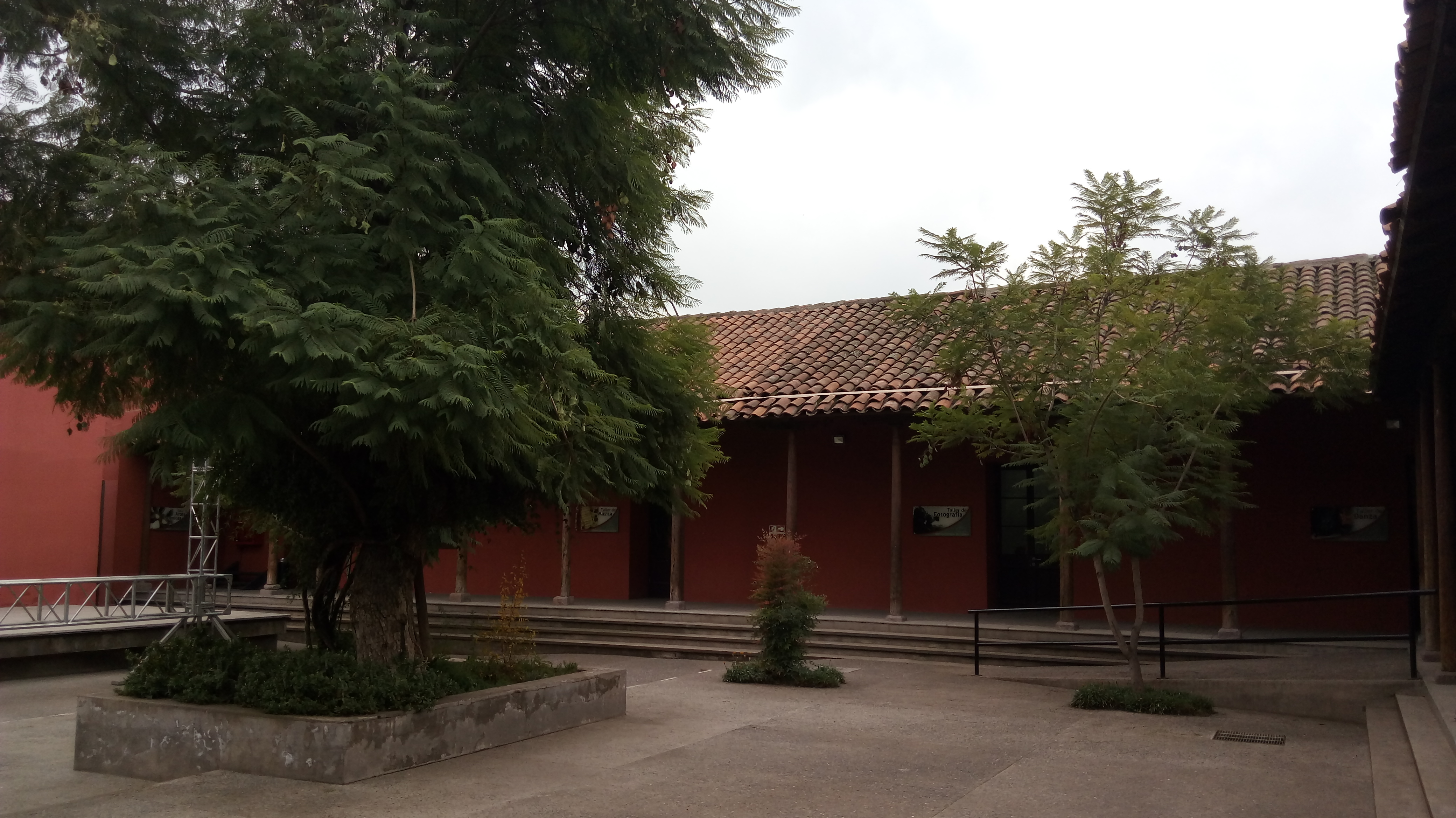
Patio del Centro Cultural donde pueden verse tejas chilenas conservadas.

En el espacio que actualmente se usa como centro de cultura, antiguamente se alzaba una iglesia llamada Inmaculada Concepción, la cual fue construida en el año 1579 por encargo de la orden franciscana, siendo finalizada en 1622. En 1971 se declara como Monumento Nacional su torre, atrio y uno de los muros del perímetro. Debido a que su infraestructura era demasiado débil para soportar los movimientos sísmicos comunes en el país, la edificación fue deteriorándose con el pasar del tiempo, impidiendo su ocupación hacia el siglo XX. 
En 1977, la Facultad de Arquitectura de la Universidad de Chile y el arquitecto Sahady Villanueva llevó a cabo un proyecto para construir en el terreno la Casa de la Cultura de Colina, restaurando y rehabilitando la nave central y las construcciones laterales, y reparando los patios y pasillos, además se conservaron las tejas chilenas junto a las maderas de la época, los cuales hasta la actualidad todavía pueden encontrarse en la edificación.

### Centro Cultural Colina
Entre 2010 y 2011 se realizó un segundo proyecto de remodelación y restauración con el financiamiento del Consejo Nacional de la Cultura y las Artes, siendo el primero de la Red del Consejo de la Cultura. El aporte estimado que se entregó para que se remodelara la edificación, fue de más de $700 millones de pesos.

## Infraestructura

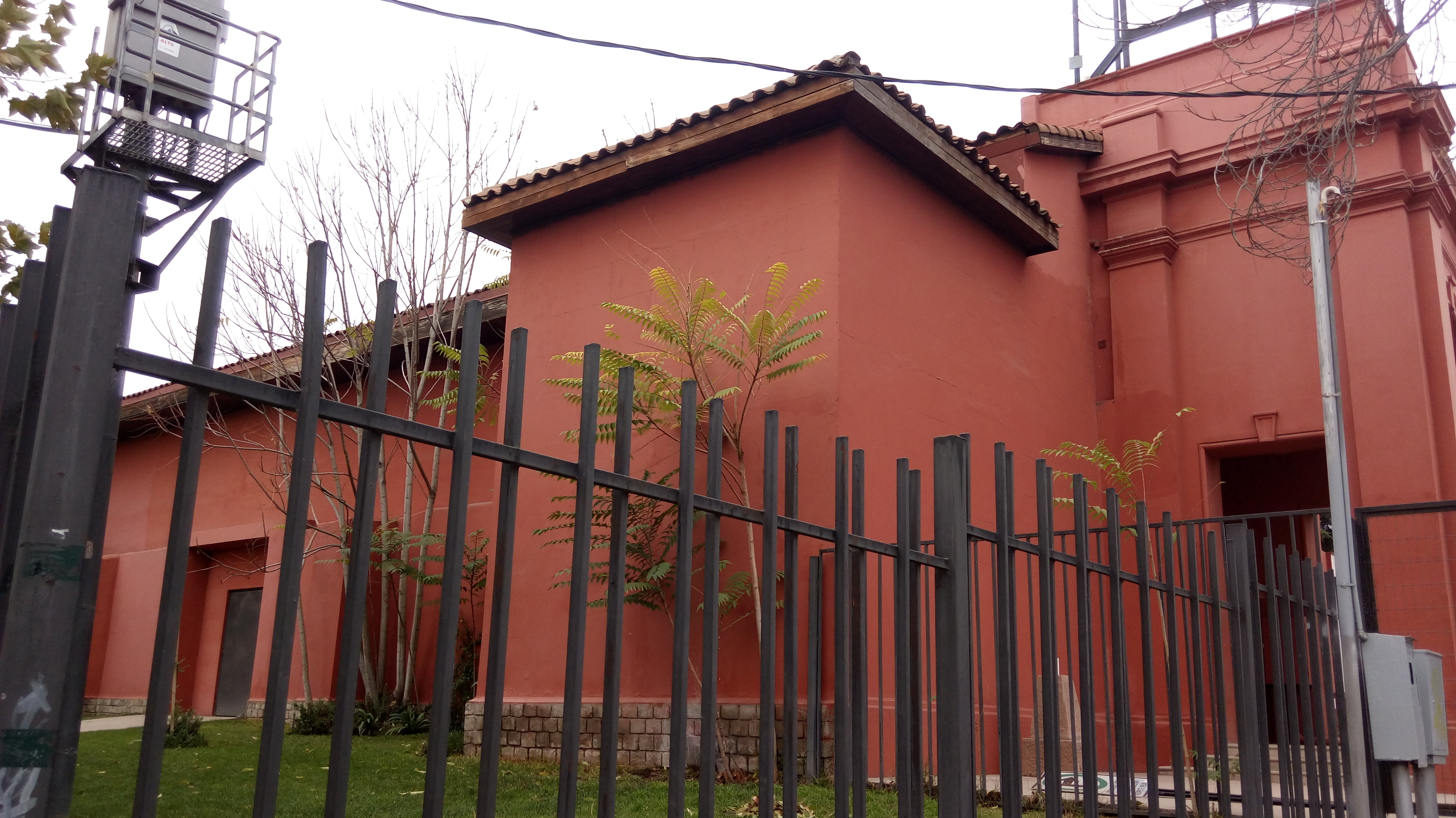
Parte de fachada conservada de la Iglesia de la Inmaculada Concepción de Colina.

Aunque su fachada es la de la Iglesia de la Inmaculada Concepción, su interior fue rediseñado a un estilo moderno con uso intensivo del vidrio, a cargo del arquitecto José Luis del Sante. En su interior, el Centro posee un anfiteatro, ubicado en lo que antes fuera la nave central de la iglesia, salas para talleres y exposiciones, una cafetería literaria y un patio de eventos, en el cual se encuentra un escenario moderno. Por otra parte, en estos espacios se puede exponer sin los parámetros artísticos que tengan que ver con la venta.

## Misión y Objetivos
La misión del Centro es promover la participación y el acceso a actividades artísticas y culturales, ofreciendo bienes y servicios que ayuden a este propósito, dentro de una infraestructura de primer nivel, que sea cercana, innovadora y activa, pero sobre todo, a disposición de la comunidad para su ocupación. Además se busca priorizar la integración en la comunidad de los grupos vulnerables de la zona y desarrollar habilidades artísticas mediante talleres tales como: danza, fotografía, música y teatro. Por otra parte, el Centro Cultural busca rescatar, salvaguardar y promover el patrimonio cultural loca.
Por otra parte, se busca que el Centro contribuya a enriquecer la cultura y arte de la provincia, creando habilidades artísticas en la comunidad por medio de un amplio y diverso programa de actividades que se extienda a lo largo del año, creando un entorno de esparcimiento y entretención, en el cual se ofrecerá el acceso a bienes y servicios culturales de calidad, además de entregar un espacio en el cual difundir a los diversos artistas, escultores, artesanos, pintores y agrupaciones del sector y el país. Con este fin, en abril de 2016 se inauguró una sala de exposición permanente en honor al pintor chileno Roberto Matta, en el cual se presentan cuatro de sus obras de gran tamaño, con el fin de acercar a la comunidad la historia del arte del país, dando de paso un debido reconocimiento a aquel artista nacional.

## Actividades

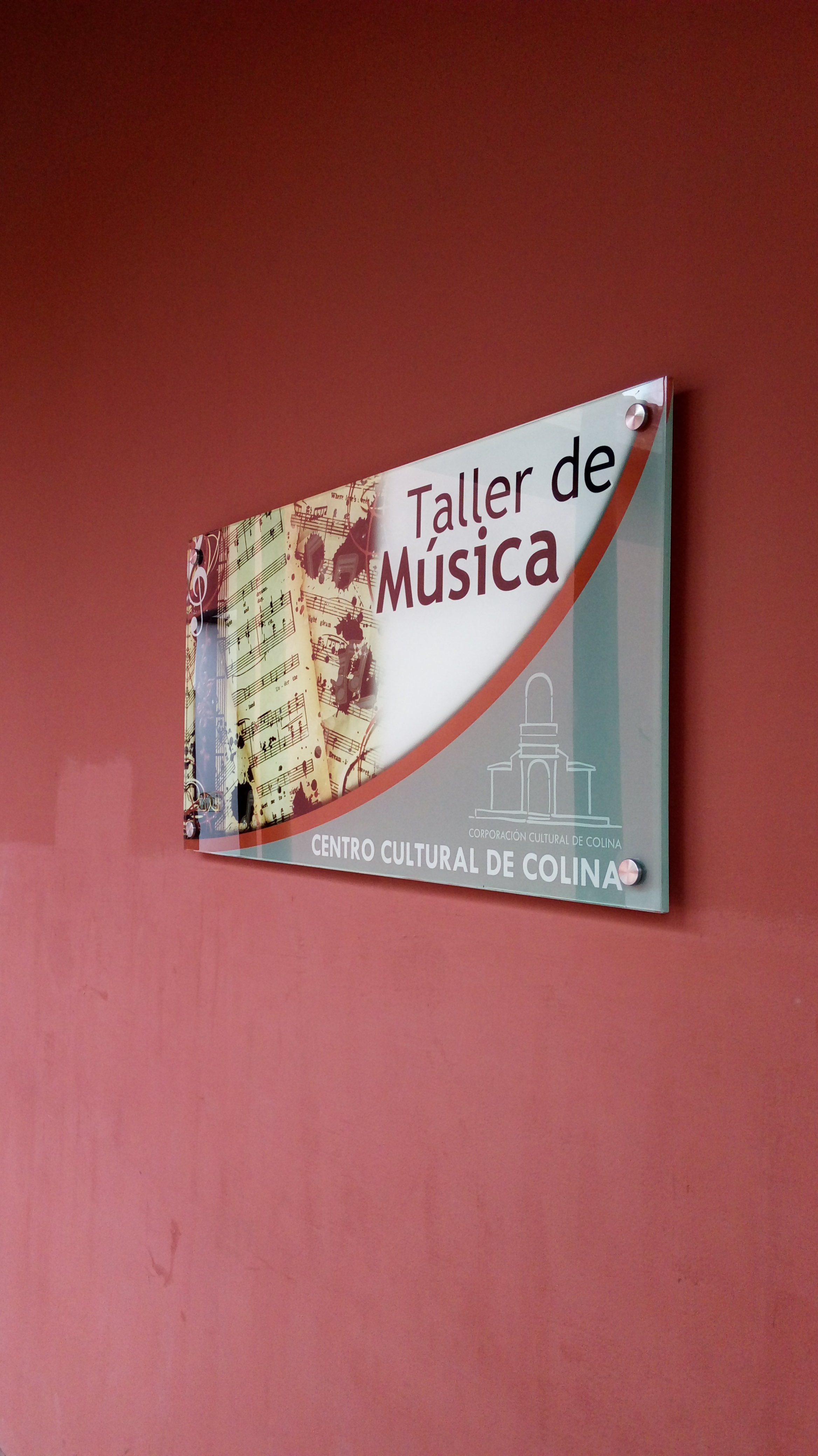
Cartel del taller de música al interior del Centro Cultural de Colina.

Algunas de las actividades que realiza este Centro son exposiciones de pinturas y esculturas, las cuales son presentadas en una sala especialmente dispuesta para este uso; presentaciones finales de talleres, en los cuales las personas pueden mostrar a sus conocidos lo que han aprendido a lo largo de todo el año; presentación de obras de teatro de entrada gratuita para toda la familia; conciertos de música y musicales, entre otros.

### Formación
Desde enero de 2012, el Centro ha buscado enseñar a la comunidad a través de diversos talleres artísticos, a cargo de profesores capacitados y con experiencia en sus respectivas áreas, además de realizar exposiciones, ya sea de pintura, escultura o ciclos de cine, y presentaciones de teatro y danza, de forma mensual.

### Talleres
Algunos de los talleres a los cuales se puede acceder son:
- Taller de pintura
- Talleres de danza
- Taller de manualidades y telar mapuche
- Taller de reciclaje
- Talleres musicales

## Proyecto Orquesta Sinfónica de Colina
Ya que la música y las orquestas estimulan en los niños hábitos como la responsabilidad, disciplina, tolerancia, paciencia entre otros, y pensando que el tiempo libre de niños y jóvenes esconde un gran potencial educativo, el cual además puede ayudar a prevenir que en el futuro caigan en situaciones de riesgo y puedan integrarse socialmente, obteniendo de paso conocimientos nuevos, maduración emocional y toma de decisiones, se determinó la creación de una orquesta sinfónica local, estancia en la cual, además de desarrollar habilidades musicales, se fomentarían los estilos de vida saludable.
Es así que la Corporación Cultural de la Municipalidad de Colina, junto a la Facultad de Artes de la Universidad de Chile, firmaron un convenio a través del cual se crearía este espacio educativo, contribuyendo de paso al desarrollo de la cultura en dicha comuna.